# Vestli (metrostation)
Vestli is een metrostation in de Noorse hoofdstad Oslo. Het station werd geopend op 21 december 1975 en wordt bediend door de lijnen 4 en 5 van de metro van Oslo.